# The Skatalites

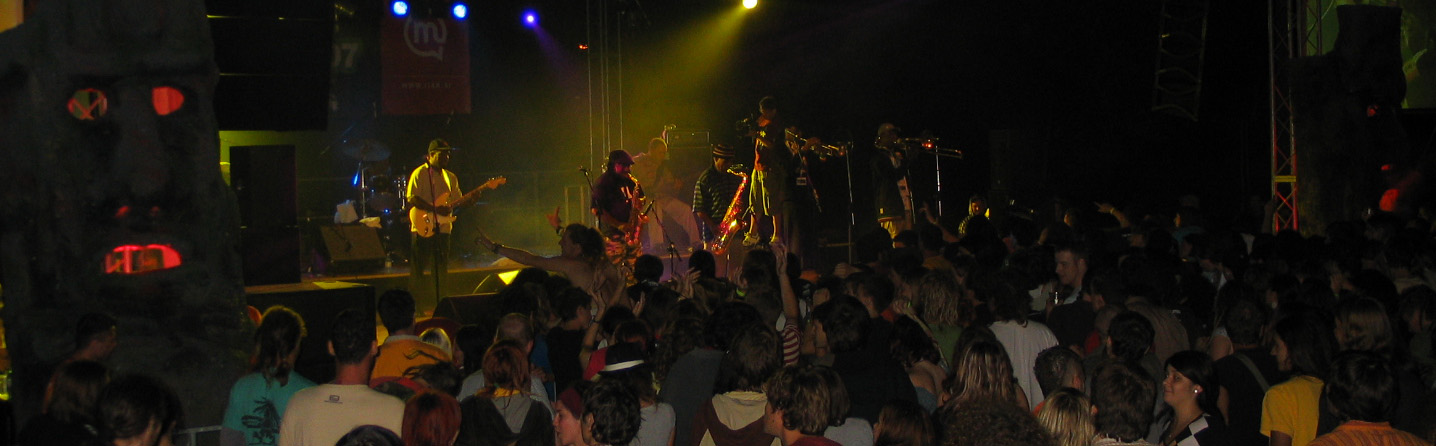
Njoki Summer Festival, Ajdovščina, Szlovénia-, 06/23/07.

A The Skatalites egy jamaicai zenekar, melynek fontos szerepe volt a ska zene elterjesztésében. A zenekar az ötvenes évek végén a kingstoni hotelekben, szállodákban fellépő muzsikusokból alakult, akik hangszerük mesterei voltak. 1963 és 1965 között készítették a legjobb felvételeket, köztük a "Guns of Navarone" című számot és Prince Buster valamint számos más jamaicai zenész lemezein szerepeltek.
1965-ben Don Drummond, a harsonás egy koncert utáni dührohamában brutálisan agyonverte barátnőjét, Anita « Margarita » Mahfood-ot, ezért a Bellevue Asylum nevű elmegyógyintézetbe került és ez hamar a Skatalites széthullásához vezetett.
A zenekar 1986-ban újjáalakult és azóta is folyamatosan koncerteznek.
1964-ben a zenekar tagjai a következők voltak: Tommy McCook (meghalt 1998-ban), Rolando Alphonso (meghalt 1998-ban), Lloyd Brevett, Lloyd Knibb, Lester Sterling, Don Drummond (meghalt 1969-ben), Jah Jerry Haynes (meghalt 2007-ben), Jackie Mittoo (meghalt 1990-ben), Johnny Moore, OD, Jackie Opel (meghalt 1970-ben) és Doreen Shaffer.

## A zenekar tagjai ma
- Lloyd Knibb: dob
- Doreen Shaffer: ének
- Lester Sterling: altszaxofon
- Azemobo Audu: tenorszaxofon
- Andrae Murchison: harsona
- Natty Frenchy: gitár
- Cameron Greenlee: billentyűsök
- Kevin Batchelor: trombita
- Val Douglas: basszusgitár

## Lemezek
- Ska Authentic (Studio One, 1967)
- Ska Authentic, Vol. 2 (Studio One, 1967)
- African Roots (United Artists, 1978)
- Scattered Lights (Alligator, 1984)
- Return of the Big Guns (Island, 1984)
- With Sly & Robbie & Taxi Gang (Vista, 1984)
- Stretching Out live (ROIR, 1987)
- Hog in a Cocoa (Culture Press, 1993)
- I'm in the Mood for Ska (Trojan, 1993)
- Ska Voovee (Shanachie, 1993)
- Hi-Bop Ska (Shanachie, 1994)
- In the Mood for Ska (Trojan, 1995)
- Greetings from Skamania (Shanachie, 1996)
- The Skatalite! (Jet Set, 1997)
- Ball of Fire (album) (Island, 1998)
- Nucleus of Ska (Music Club, 2001)
- Herb Dub, Collie Dub (Motion, 2001)
- Ska Splash (Moonska, 2002)
- Lucky Seven (album) (2002)
- From Paris With Love (World Village, 2002)
- Celebration (album) (Studio One, 2002)
- Ska-ta-shot (2002)
- In Orbit vol.1 - Live from Argentina (2005)
- On the Right Track (AIM, 2007)

## Külső hivatkozások
- Official website Archiválva 2007. november 12-i dátummal a Wayback Machine-ben
- The Skatalites' lyrics (The Ska Lyric Archive)